# Kroksjön (Bräkne-Hoby socken, Blekinge, 622950-145927)
Kroksjön är en sjö i Ronneby kommun i Blekinge och ingår i Vierydsåns huvudavrinningsområde. Sjön har en area på 0,0632 kvadratkilometer och ligger 21,3 meter över havet.

## Delavrinningsområde
Kroksjön ingår i det delavrinningsområde (622966-146007) som SMHI kallar för Mynnar i havet. Medelhöjden är 30 meter över havet och ytan är 10,64 kvadratkilometer. Räknas de 14 avrinningsområdena uppströms in blir den ackumulerade arean 165,06 kvadratkilometer. Avrinningsområdets utflöde Vierydsån mynnar i havet. Avrinningsområdet består mestadels av skog (79 procent) och jordbruk (10 procent). Avrinningsområdet har 0,21 kvadratkilometer vattenytor vilket ger det en sjöprocent på 2 procent.